# TIBCO-Silicon Valley Bank/Saison 2019
Dieser Artikel listet den Kader und die Siege des UCI Women’s Teams TIBCO-Silicon Valley Bank in der Straßenradsport-Saison 2019 auf.

## Erfolge
| Teamkader 2019                 | Teamkader 2019    | Teamkader 2019         | Teamkader 2019                            |
| Name                           | Geburtsdatum      | Land                   | Vorheriges Team                           |
| ------------------------------ | ----------------- | ---------------------- | ----------------------------------------- |
| Lex Albrecht                   | 6. April 1987     | Kanada                 | BePink (2016)                             |
| Nicolle Bruderer               | 15. August 1993   | Guatemala              |                                           |
| Brodie Chapman                 | 9. April 1991     | Australien             |                                           |
| Alice Cobb                     | 31. Juli 1995     | Vereinigtes Königreich | Lares-Waowdeals Women (2017)              |
| Ingrid Drexel                  | 28. Juli 1993     | Mexiko                 | Astana Women's Team (2016)                |
| Megan Guarnier                 | 4. Mai 1985       | Vereinigte Staaten     | Boels Dolmans (2018)                      |
| Alison Jackson                 | 14. Dezember 1988 | Kanada                 | BePink Cogeas (2017)                      |
| Nina Kessler                   | 4. Juli 1988      | Niederlande            | Hitec Products-Birk Sport (2018)          |
| Sharlotte Lucas                | 25. Juli 1992     | Neuseeland             |                                           |
| Shannon Malseed                | 27. Dezember 1994 | Australien             |                                           |
| Emily Newsom                   | 4. September 1983 | Vereinigte Staaten     |                                           |
| Kendall Ryan                   | 10. August 1992   | Vereinigte Staaten     |                                           |
| Rozanne Slik                   | 21. April 1991    | Niederlande            | FDJ-Nouvelle Aquitaine-Futuroscope (2018) |
| Lauren Stephens                | 28. Dezember 1986 | Vereinigte Staaten     | Cylance (2018)                            |
| Leah Dixon (15. Aug.–31. Dez.) | 26. August 1991   | Vereinigtes Königreich | Brother UK-Tifosi-Onform (2019)           |
|                                |                   |                        |                                           |
| Quelle: ProCyclingStats        |                   |                        |                                           |

### Team
| Siege    | Siege                                            | Siege                  | Siege  | Siege           | Siege |
| Datum    | Rennen                                           | Staat                  | Klasse | Siegerin        |       |
| -------- | ------------------------------------------------ | ---------------------- | ------ | --------------- | ----- |
| 16. Mär. | Oceania Road Cycling Championships - Women RR    | Australien             | CC     | Sharlotte Lucas |       |
| 1. Mai   | Tour of the Gila (Frauenradsport), 1. Etappe     | Vereinigte Staaten     | 2.2    | Brodie Chapman  |       |
| 5. Mai   | Tour of the Gila (Frauenradsport), 5. Etappe     | Vereinigte Staaten     | 2.2    | Brodie Chapman  |       |
| 5. Mai   | Tour of the Gila (Frauenradsport), Gesamtwertung | Vereinigte Staaten     | 2.2    | Brodie Chapman  |       |
| 7. Jul.  | White Spot / Delta Road Race                     | Kanada                 | 1.2    | Alison Jackson  |       |
| 12. Jul. | Tour de Feminin - Krásná Lípa, 2. Etappe         | Tschechien             | 2.2    | Brodie Chapman  |       |
| 10. Aug. | Women's Tour of Scotland, 2. Etappe              | Vereinigtes Königreich | 2.1    | Alison Jackson  |       |